# جان لوکاسیویز

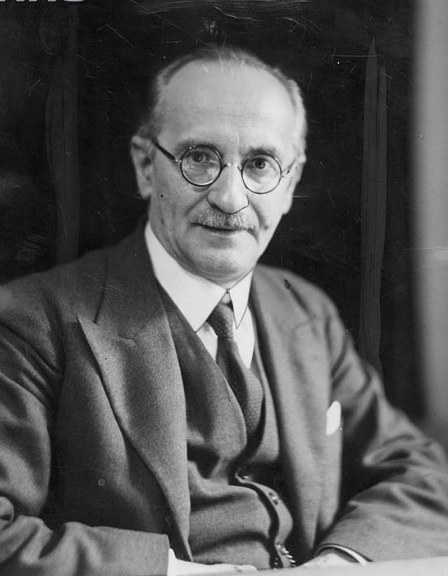
جان لوکاسیویز

جان لوکاسیویز (Polish: [ˈjan wukaˈɕɛvitʂ]؛ ۲۱ دسامبر ۱۸۷۸–۱۳ فوریه ۱۹۵۶) یک منطق‌دان و فیلسوف لهستانی ، متولد لمبرگ، شهری در پادشاهی گالیسی اتریش-مجارستان (اکنون لویو، اوکراین) بود. مطالعات او، منطق فلسفی، منطق ریاضی و تاریخ منطق را در بر می‌گرفت. او به‌طور خلاقانه ای در مورد حساب گزاره‌ای سنتی، اصل عدم تناقض و قانون اصل طرد ثالث مطالعه می‌کرد. اقدامات مدرن در باب منطق ارسطو براساس سنت که در سال ۱۹۵۱ با مؤسسه لوکاسیویز که با یک الگوی انقلابی کلید خورد، آغاز شده‌است. لوکاسیویز به عنوان یکی از مهمترین مورخان مهم منطق قلمداد می‌شود.